# Eduard Špatinka
Eduard Špatinka (3. ledna 1838, Starý Rousínov – 20. května 1898, Moravské Budějovice) byl český advokát, politik, pianista, violoncellista a organizátor hudebního života.

## Biografie
Eduard Špatinka se narodil ve Starém Rousínově v roce 1838, jeho otcem byl starosta obce a zemský poslanec Dominik Špatinka, vystudoval německé gymnázium v Brně, následně pak vystudoval právnickou fakultu ve Vídni a doktorát získal ve Štýrském Hradci. Po skončení studií nastoupil jako praktikant do finanční prokuratury v Brně a také do kanceláře Dr. Janků. Posléze odešel s manželkou Annou do Moravských Budějovic, kde žil zpočátku u svého tchána, v roce 1869 si založil advokátní praxi v Moravských Budějovicích. V roce 1871 se zúčastnil tzv. Tábora lidu u Jevišovic, byl zvolen jeho místopředsedou a tábora se zúčastnil i jeho přítel Václav Kosmák. V době před založením Vzájemné záložny byl založen spolek Budivoj, jehož zakladateli byli právě Eduard Špatinka a Václav Kosmák.
Roku 1877 se stal členem obecního výboru, kde působil v opozici, ale po opakovaných volbách v roce 1881 se stal již členem prvního českého obecního výboru. V roce 1886 se stal členem stavební komise obecního výboru a při dalších volbách v roce 1888 byl opět zvolen do obecního výboru a stal se radním. Starostou byl od roku 1881 jeho přítel a kolega Josef Purcner.
V roce 1878 se stal předsedou Vzájemné záložny v Moravských Budějovicích, předchozím a zároveň prvním předsedou byl tehdejší starosta Moravských Budějovic Vojtěch Frey. V témže roce stal ředitelem místního ochotnického divadla, součástí divadla se stalo tzv. Špatinkovo kvarteto. V roce 1889 se stal zakladatelem jednoty Sokola v Moravských Budějovicích, roku 1890 se pak stal předsedou nově vzniklé třebíčské sokolské župy. V roce 1883 byl v Moravských Budějovicích založen odbor školské matice, jehož předsedou byl Eduard Špatinka, o rok později spolek otevřel mateřskou školu, jejíhož otevření se zúčastnil i Zdeněk Fibich, který později věnoval městu dvě skladby. V roce 1889 zorganizoval koncert Františka Nerudy, kterého doprovázel jako pianista při jeho turné v Rusku a v Dánsku. Záložna, jejímž byl Eduard Špatinka ředitelem, financovala stavbu Národního domu v Budějovicích, kdy ten byl postaven v letech 1892 a 1893. V roce 1893 byla pořádána v Budějovicích národopisná výstava, jejímž byl Eduard Špatinka čestným předsedou.
Václav Kosmák použil Eduarda Špatinku jako předobraz Dr. Hudce v knize Eugenie a jako předobraz Dr. Spravedlivého v povídce Bída. Měl dceru Olgu, která si vzala učitele Stanislava Maráka, druhá dcera se jmenovala Marie. Od roku 1883 je čestným občanem města Moravské Budějovice, na jeho návrh pak bylo čestné občanství uděleno i Václavu Kosmákovi nebo Janu Plockovi. Spolu s Josefem Purcnerem založili ženský spolek Eliška Krásnohorská. V Moravských Budějovicích existovala Špatinkova ulice, ale ta byla později přejmenována.